# Batalha de Erzurum (1821)
A Batalha de Erzurum ocorreu em 1821 e foi parte da Guerra Otomano-Persa de 1821–1823. O Irã Cajar, liderado pelo próprio príncipe herdeiro Abas Mirza, derrotou seus arquirrivais otomanos perto de Erzurum. Os iranianos estavam em menor número com 30 mil homens, liderados pelo príncipe herdeiro Abas Mirza, contra os turcos otomanos com 52 mil homens.